# عبد الرحمان المجذوب
أبو محمد عبد الرحمن بن عياد بن يعقوب بن سلامة بن خشان الصنهاجي الفرجي الدكالي، عرف بالمجذوب أو عبد الرحمن المجذوب (مواليد 909 هـ / 1503م - توفي في 1568م)، شاعر وصوفي مغربي. الكثير من قصائده وأمثاله الشعبية متداولة في جميع أنحاء بلاد المغرب العربي. ترك من الأزجال ذخيرة (خصوصا مايعرف بالرباعيات) لا زالت تحتفظ بها الذاكرة الشعبية إلى عصرنا هذا وتتغنى ببعضها الطوائف العيساوية وغيرها من المتصوفة.
ينحدر الشيخ عبد الرحمان المجذوب من أسرة كانت تقطن برباط عين الفطر بساحل بلدة أزمور وتعرف هذه المنطقة أيضا بتيط. رحل هو ووالده إلى نواحي مكناسة الزيتون ثم سكن هو مكناس وكان دائم التنقل بين المداشر والقرى ناشرا العلم والمعرفة إلى أن حل به مرض عضال وهو بداره ببوزيري ببلاد مصمودة فأمر مريديه بالعودة به إلى مكناسة فتوفي وهم به في الطريق بمدشر فرقاشة من بلاد عوف وسط ليلة الجمعة موافقا فوصلوا به إلى مكناسة ودفنوه خارج باب عيسي منها وذلك ضحوة يوم الأحد الثاني عشر من ذي الحجة عام ستة وسبعين وتسعمائة (12/12/976 هـ) وترك من الأزجال ذخيرة (خصوصا مايعرف «بالرباعيات») لا زالت تحتفظ بها الذاكرة الشعبية إلى عصرنا هذا وتتغنى ببعضها الطوائف العيساوية وغيرها من المتصوفة. دفن بمكناس جوار ضريح السلطان المولى إسماعيل.
والمجدوب هو عبد الرحمن المجدوب ابن عياد بن يعقوب بن سلامة الصنهاجي الدكالي المتوفى سنة 976 هجرية، ولقب المجدوب أطلقه عليه أهل زمانه، وبقي معروفا به إلى الآن؛ نظرا لسيرته في حياته، فكان -كما تصوره كتب التاريخ- صوفيا زاهدا في الدنيا، وساح في البلاد للوعظ والإرشاد والتصريح بما ينفع العباد، وعاش الشيخ غير مبال بالمال ولا الجاه، متنقلا من مكان إلى مكان، ليس له مأوى يستقر به على الدوام، وهو بلباس بسيط. وكان يداوم على إقامة الشعائر الدينية والفروض الشرعية وتأدية الحقوق وعدم الإخلال بشيء منها.
وتذكر كتب التاريخ أن الشيخ المجدوب كان له أهل وأولاد وزاوية يطعم فيها الطعام للواردين عليها من الغرباء وأبناء السبيل وغيرهم، وكان يُجري على لسانه كلاما موزونا وملحنا يأتي على نسق أهل الشعر وأوزانهم الشعرية، ويحفظ الناس كثيرا منه ويتبادلونه بينهم في مجامعهم وأذكارهم، وقد اشتمل على حقائق وإشارات سنية وعبارات ذوقية يفهمها الذائقون، ويعترف بغور مغزاها العارفون، وكذلك أمور غيبية من الحوادث والقضايا الاستقبالية، وقد وقع كثير مما أخبر وأشار إليه!
وأصل المجدوب من تيط، وهي قرية توجد بقرب أزمور التي هي في شمال مرسى الجديدة على ساحل المحيط الأطلسي، ثم انتقل إلى مكناس إحدى كبريات مدن المغرب الأقصى، وهي واقعة على مسافة 60 كيلومترا من مدينة فاس، وفيها القصور الفاخرة والبنايات العظيمة من عصر السلطان مولاي إسماعيل العلوي المعاصر للملك الفرنسي لويس الرابع عشر في القرن السابع عشر الميلادي، وتحيط بها البساتين الزاهرة والأشجار الكثيرة الملتفة، وأجمات الزيتون؛ ولهذا سموها بمكناسة الزيتون. وقد سبق أنه درس في أول الأمر بمدينة فاس، وحضر على بعض الشيوخ المشاهير حينذاك كعلي الصنهاجي، وأبي رعين، وعمر الخطابي الزرهوني.
عاش المجدوب مدة في غرب المغرب، ولما أحس بقرب الأجل طلب أن يُذهب به إلى مكناس، فتوفي في الطريق بجبل عوف، أو بين ورغة وأدسبو، ودفنوه خارج مدينة مكناس بجوار باب عيسى وضريح مولاي إسماعيل، وذلك سنة 976 هـ، وما زال قبره موجودا إلى الآن، وبقيت أقواله سائرة على ألسن الناس في جميع أقطار أفريقيا الشمالية، ويبدأ القصاصون عند سردها بقولهم: «قال سيدي عبد الرحمن المجدوب»..

## الأقوال
ولهذه الأقوال نفع وإفادة؛ فهي ناتجة عن تجارب دنيوية كثيرة ومعاملات مع الخلق، كما أنها جزء مهم وثروة من جملة التراث الأدبي العامي الأفريقي، وكان يردد هذه الأمثال في أواسط القرن العاشر الهجري؛ لأنه أراد ألا يحرمنا مما جرب وتعلم ومن حوادث زمانه، زيادة على التغيرات التي طرأت عليها أثناء القرون التي مرت عليها، ويقولون إنه كان يتكلم بأقوال لا يفهمها عنه الناس، رغم أنها كانت لغة الأدب العامي، لغة التحدث والتخاطب، كان يلقي هذه الأمثال في المناسبات للتربية والتعليم والنصيحة والموعظة الحسنة.
قد كتب عنه الشيخ أبو المحاسن، والشيخ المهدي الفاسي المتوفى سنة 1109 كتابا اسمه «ابتهاج القلوب» (وهو نسخة مخطوطة)، كما رويت أقواله بروايات كثيرة مختلفة فيها بعض من التغيير المحسوس في المعنى، وهناك مؤلفات المستشرق الفرنساوي إنري ذوكاستر، والمرحوم الشيخ محمد بن شنب وغيرهم، كما وردت في قصص تحكى عنه بمضمونها في الكتب التي تعنى بالمأثور من الكلام.
وقد تطورت هذه الأقوال الآن في سردها، وأدخل عليها بعض المغنيين الشعبيين ألحانا فصارت تغنى في حفلات وأعراس ومهرجانات، مثلما يحدث في ساحة جامع الفنا بمراكش، ويقومون بأدائها على شكل معان في الغناء والطرب، وكذلك يقوم البعض الآخر بالحكي عنه للناس والاستفادة من تجاربهم بهذا الكلام الموزون.

### مــن أقــواله
يقول عبد الرحمن المجذوب في إحدى رباعياته عن الزمان:
ويقول أيضا عن الدنيا: